# Hidrologija
Hidrologíja ali vodoslóvje je fizičnogeografska veda o vodovjih. Hidrologija je študij gibanja, distribucije in kakovosti vode po celotni Zemlji. Proučuje površinske in podtalne vode ter kroženje in lastnosti vode v naravi.

## Hidrološki cikel
Ena od osrednjih nalog hidrologije je preučevanje kroženja vode po Zemlji. Najbolj živa podoba je izhlapevanje vode iz oceanov, ki tvori oblake. Ti oblaki nad zemljo proizvajajo dež, ki se izliva v jezera in reke. Ta voda nato izhlapi nazaj v ozračje, ponikne in preide v podtalni vodni krog, ali pa sčasoma priteče nazaj v ocean, s čimer se cikel dokonča. Tak cikel po navadi traja precej dolgo, povprečni zadrževalni časi so podani v tabeli.
| Vodno telo         | Čas zadrževanja       |
| ------------------ | --------------------- |
| Ocean              | 3.000 - 30.000 let    |
| Jezera             | 1 - 100 let           |
| Vodotoki           | 10 - 30 dni           |
| Podpovršinske vode | nekaj dni - 1.000 let |
| Led                | 1 - 16.000 let        |
| Atmosfera          | 8 - 10 dni            |